# Chapelle de l'île Royale
La chapelle de l'île Royale est un monument historique de Guyane situé dans la ville de Cayenne sur l'île Royale.
Le site est classé monument historique par arrêté du 5 décembre 1979, modifié par arrêté du 27 juin 2000.
La chapelle de l'île Royale est un lieu de culte du bagne de la Guyane française. Elle est inaugurée en 1855. Elle est située sur les plateaux supérieurs de l'île, près du quartier cellulaire, du quartier des surveillants et des bâtiments de l'administration.
Cette chapelle est visitée comme un des lieux touristique du bagne. Elle doit sa notoriété aux peintures de ses murs et du garde-corps de la tribune, réalisées de 1938 à 1941 par un artiste bagnard, Francis Lagrange. Ce dernier, condamné pour escroquerie et faux monnayage, est aussi un artiste et un faussaire. Dans le chapelle de l'île Royale, Lagrange peint, dans un style sulpicien des représentations de scènes du Nouveau Testament : l'Annonciation, la Nativité, Jésus prêchant et le Fils prodigue, ainsi qu'un Ave Maria et une Mater dolorosa et une frise de personnages au pied de la Croix.

Chapelle de l'île Royale
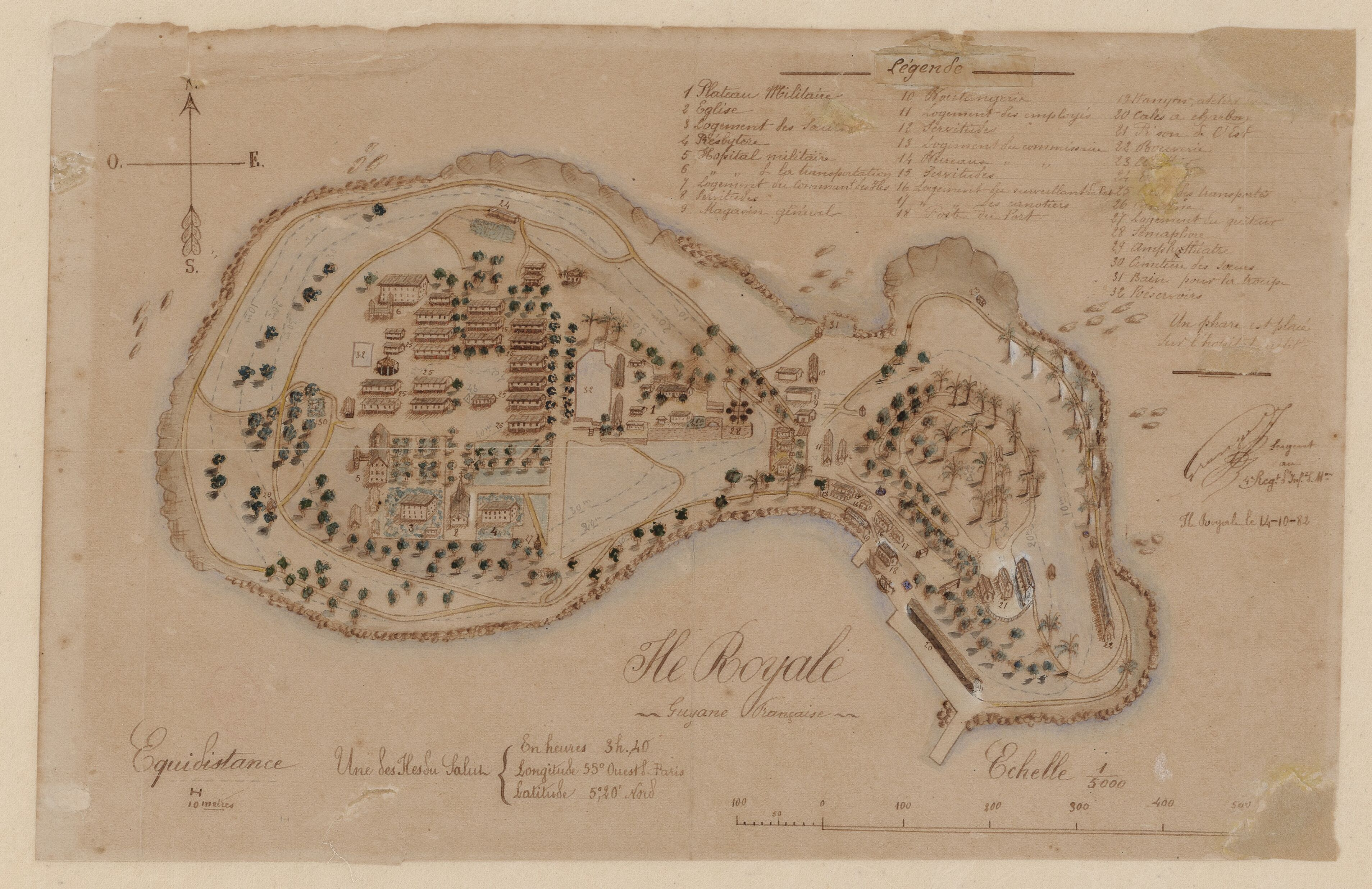
Localisation (plan de 1882)
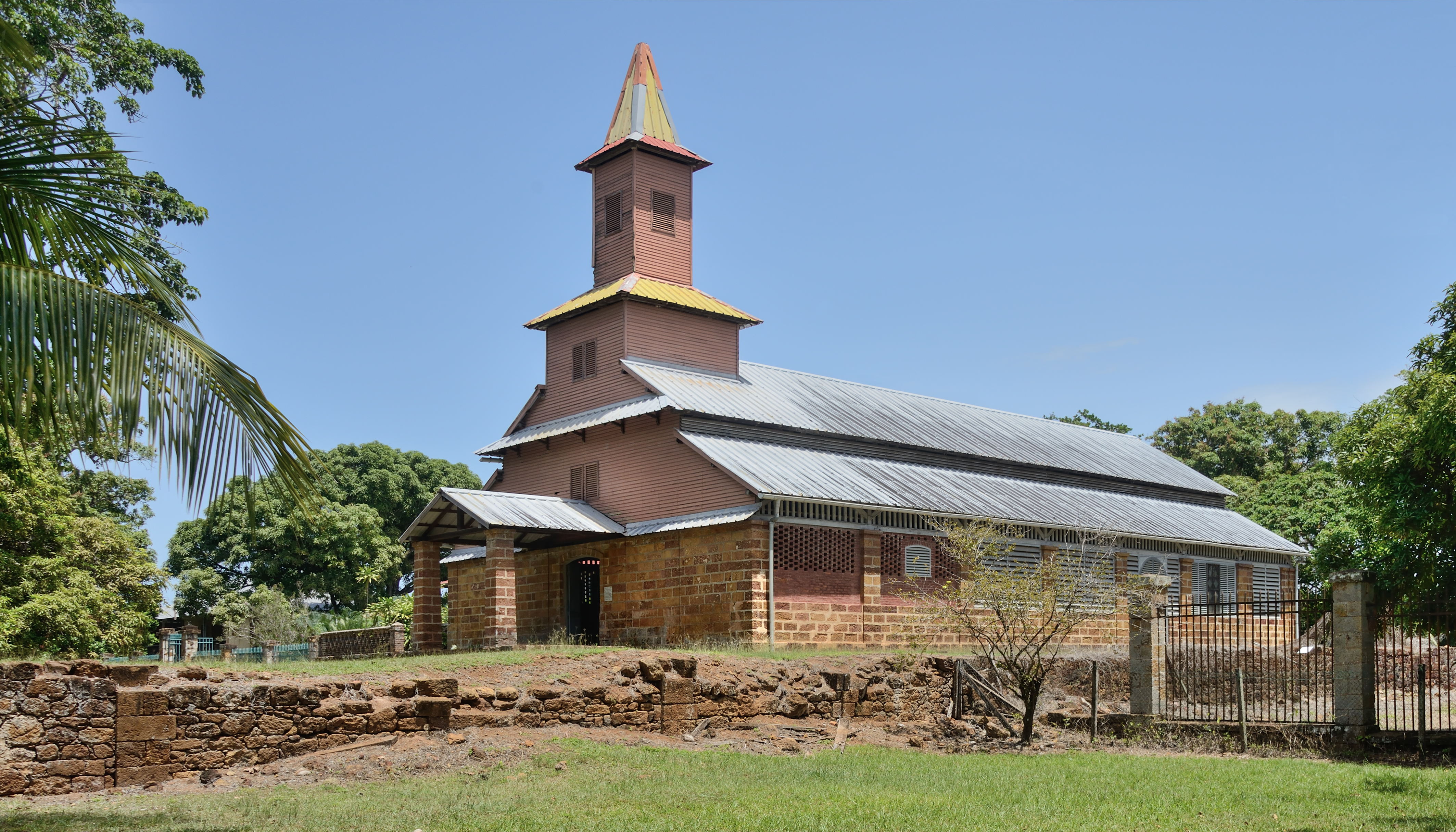
Vue latérale (2013)
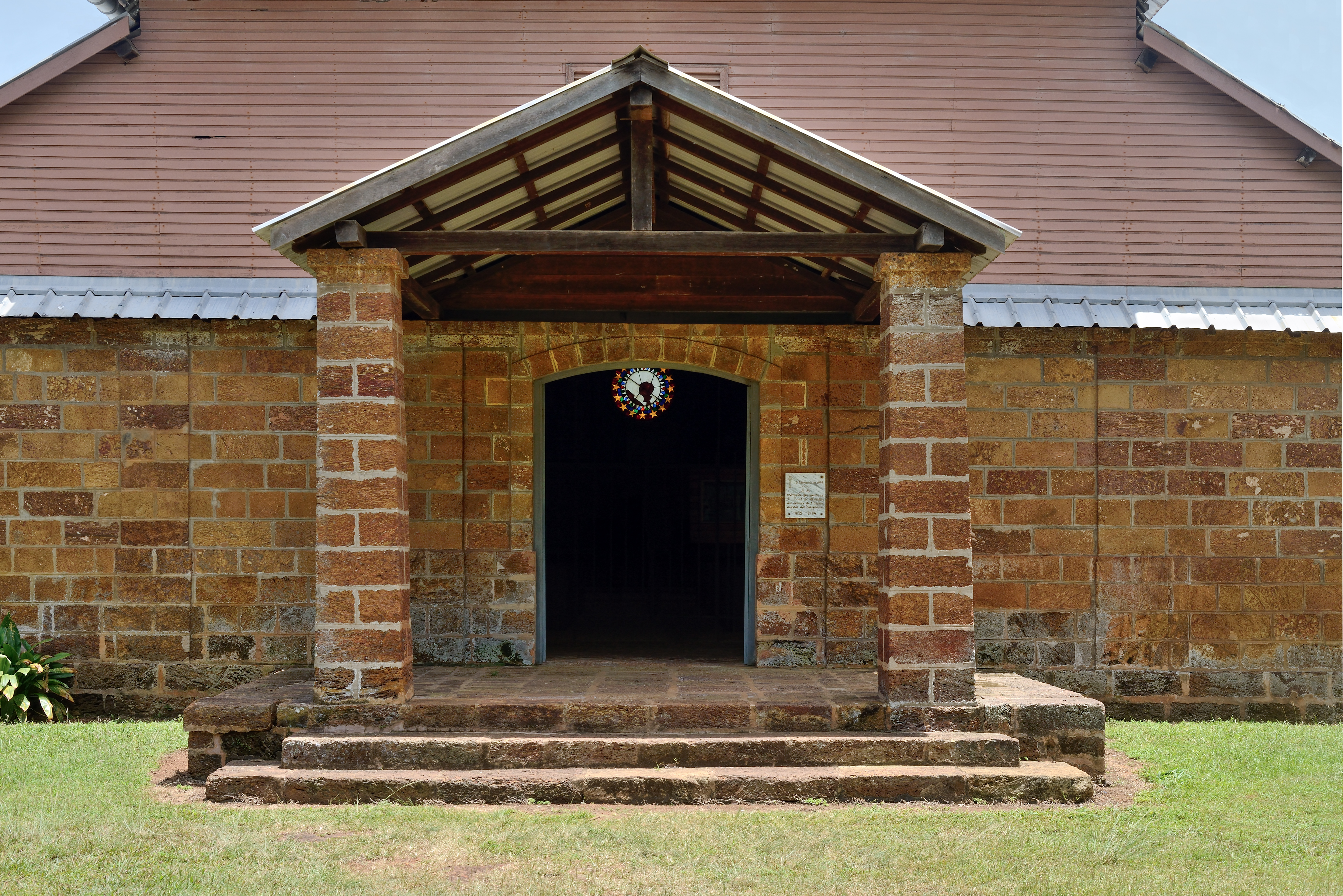
Portail d'entrée (2013)
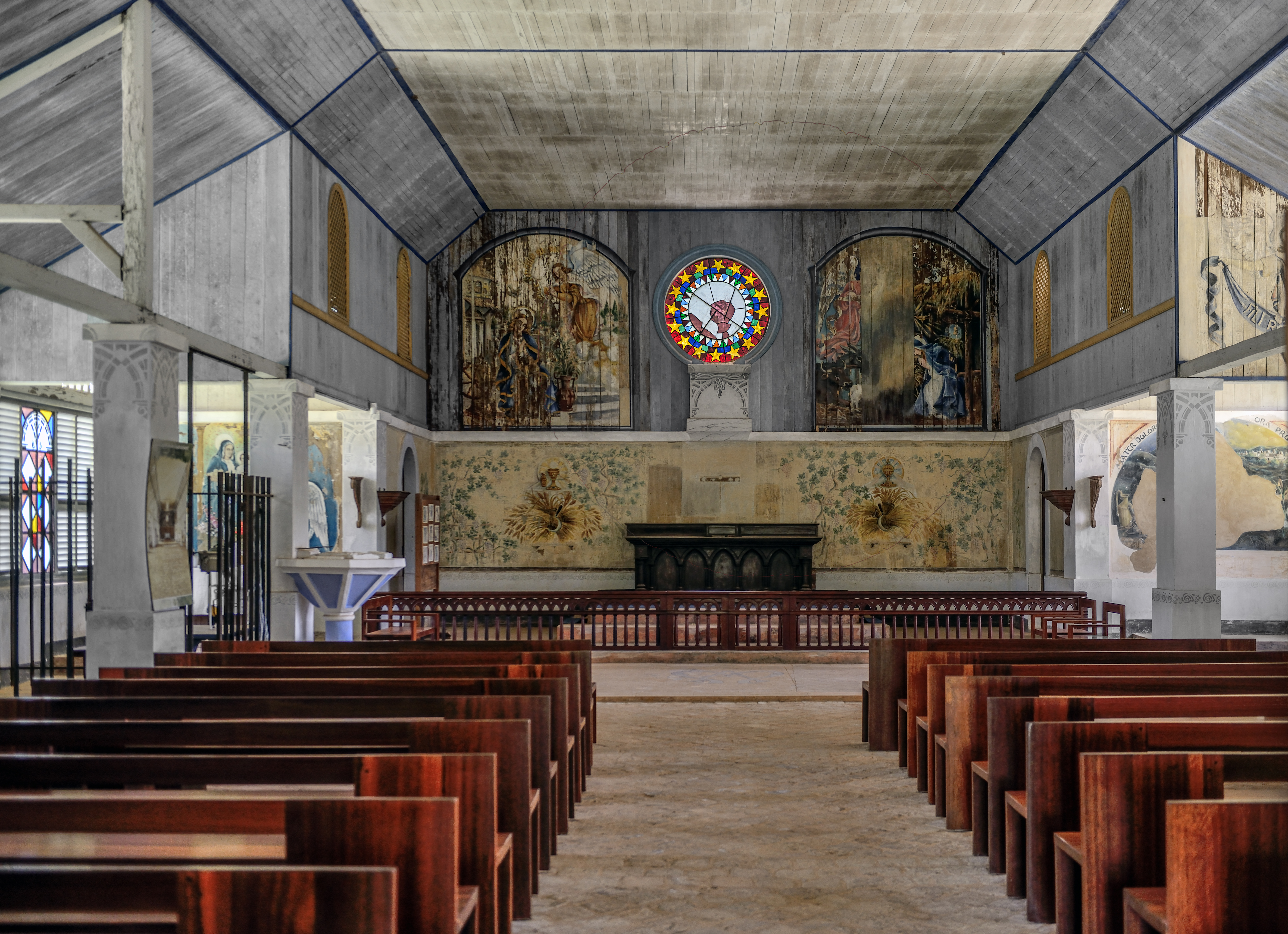
Vue intérieure (2013)
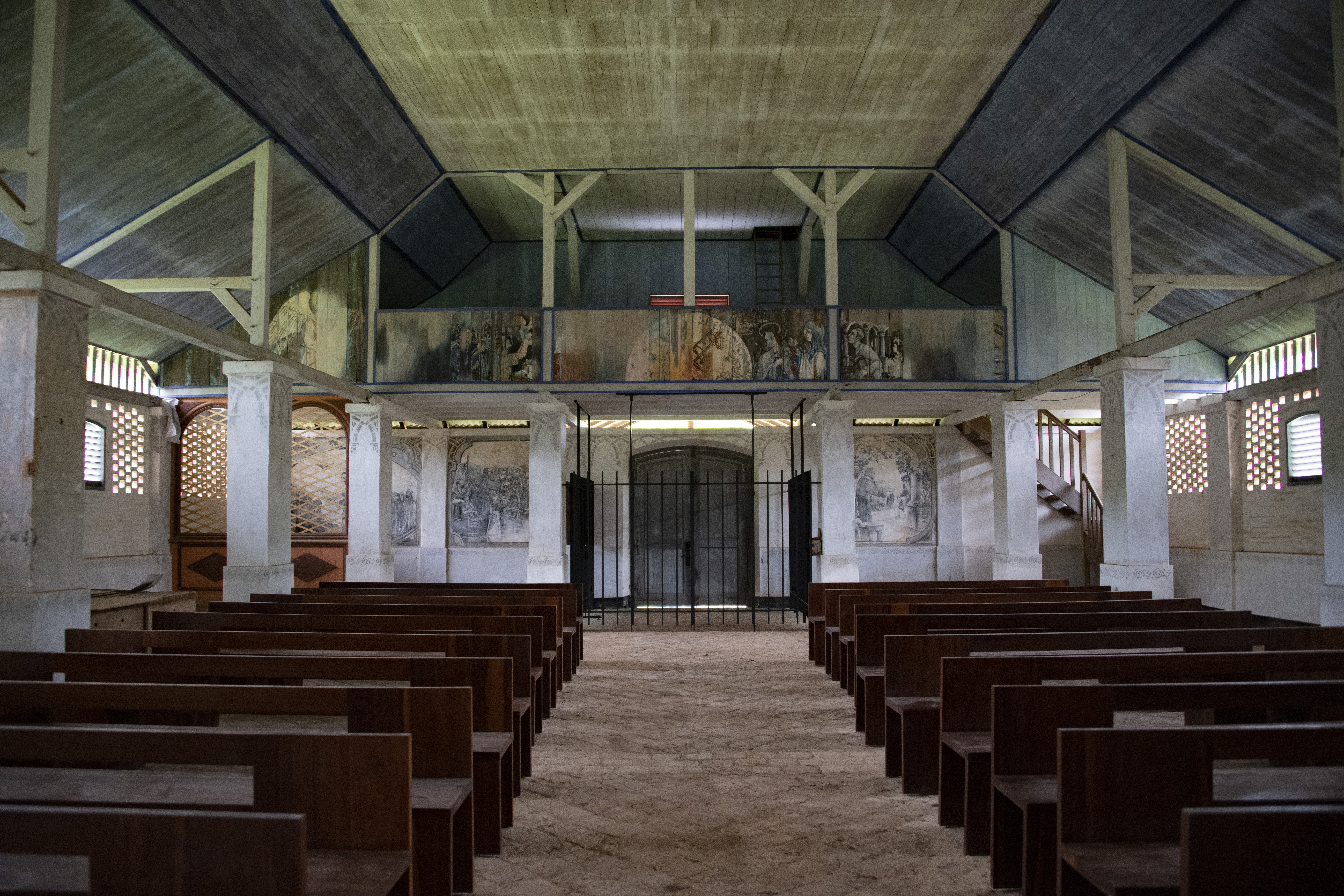
Vue intérieure (2018)
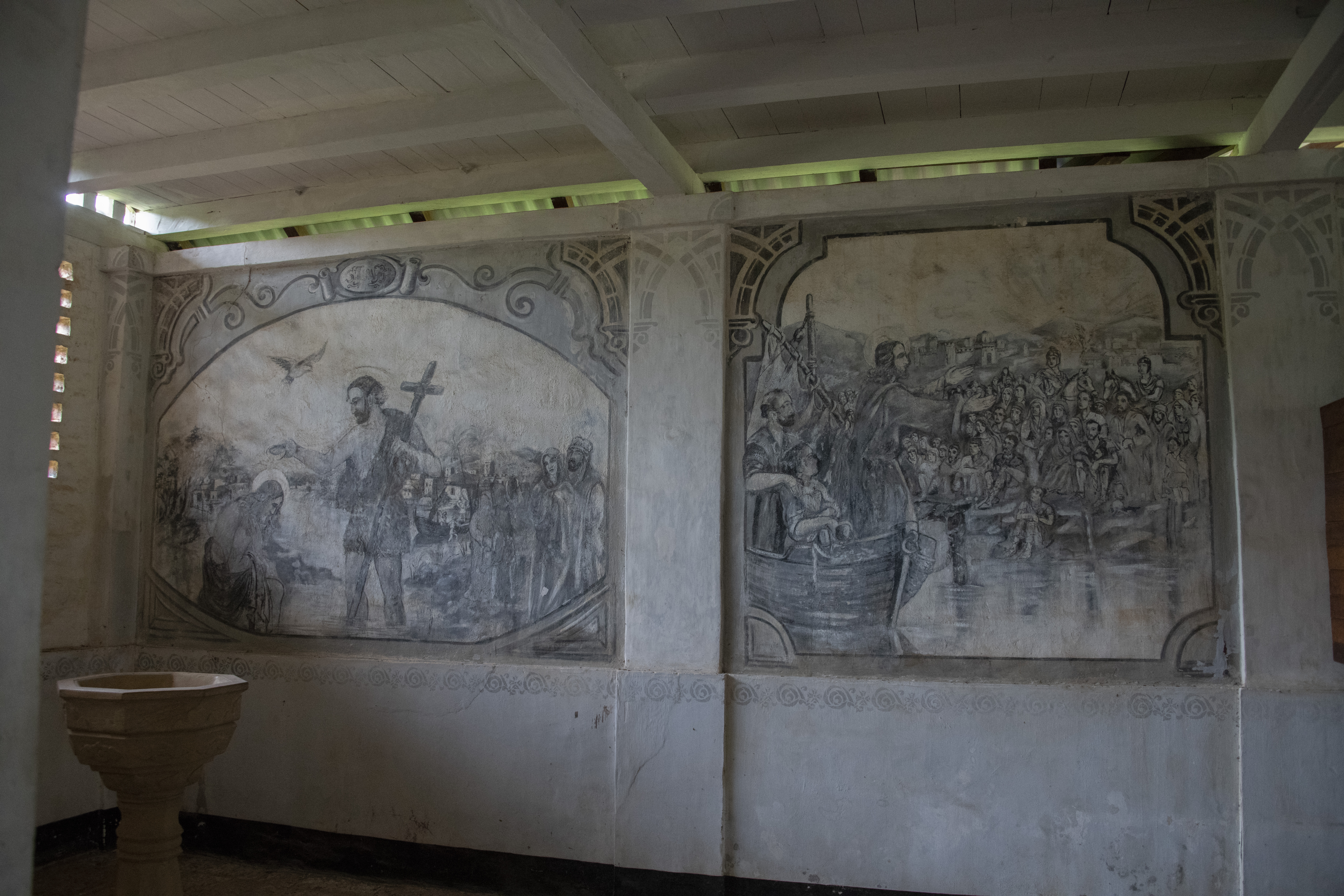
Peintures (2018)
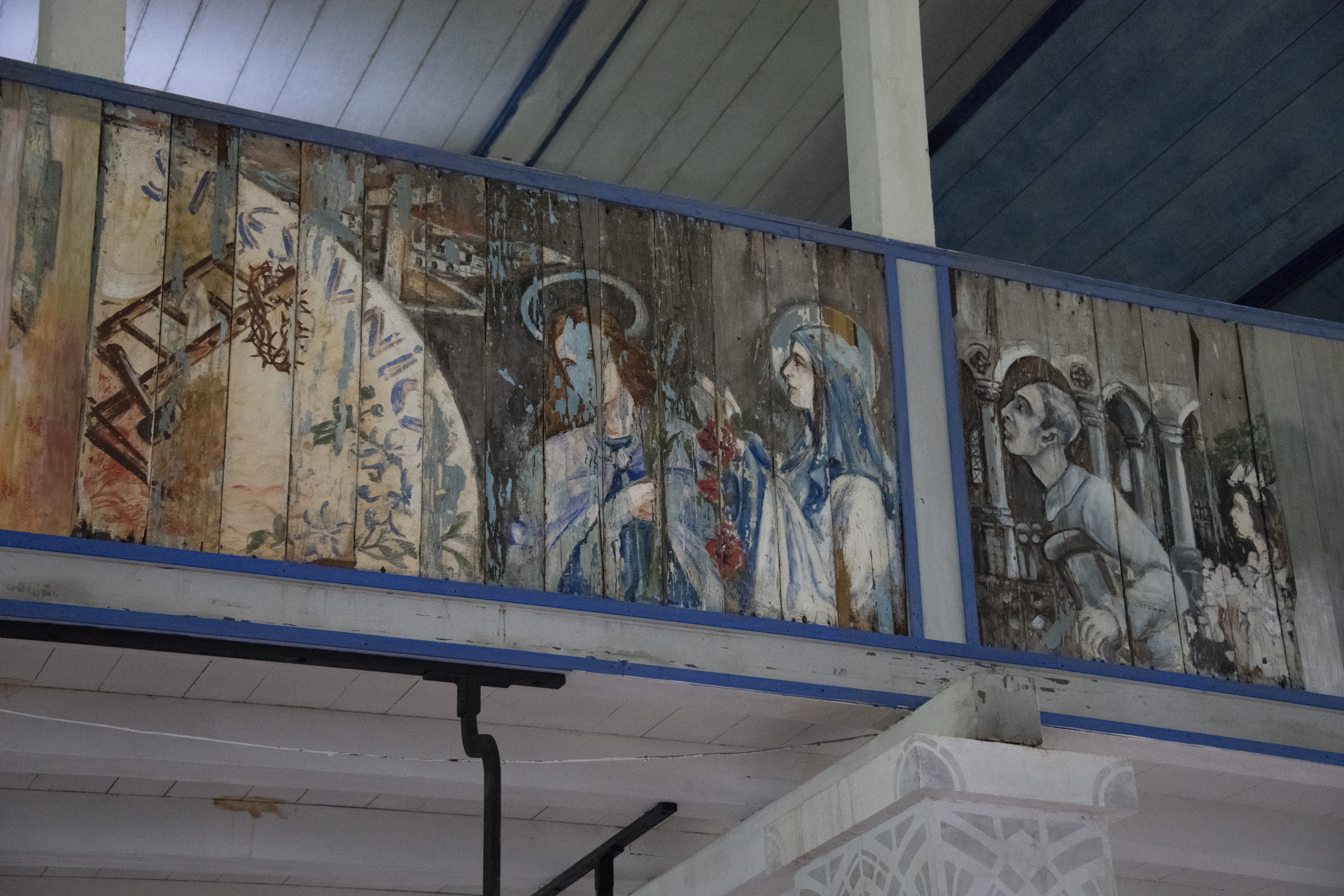
Peintures (2018)
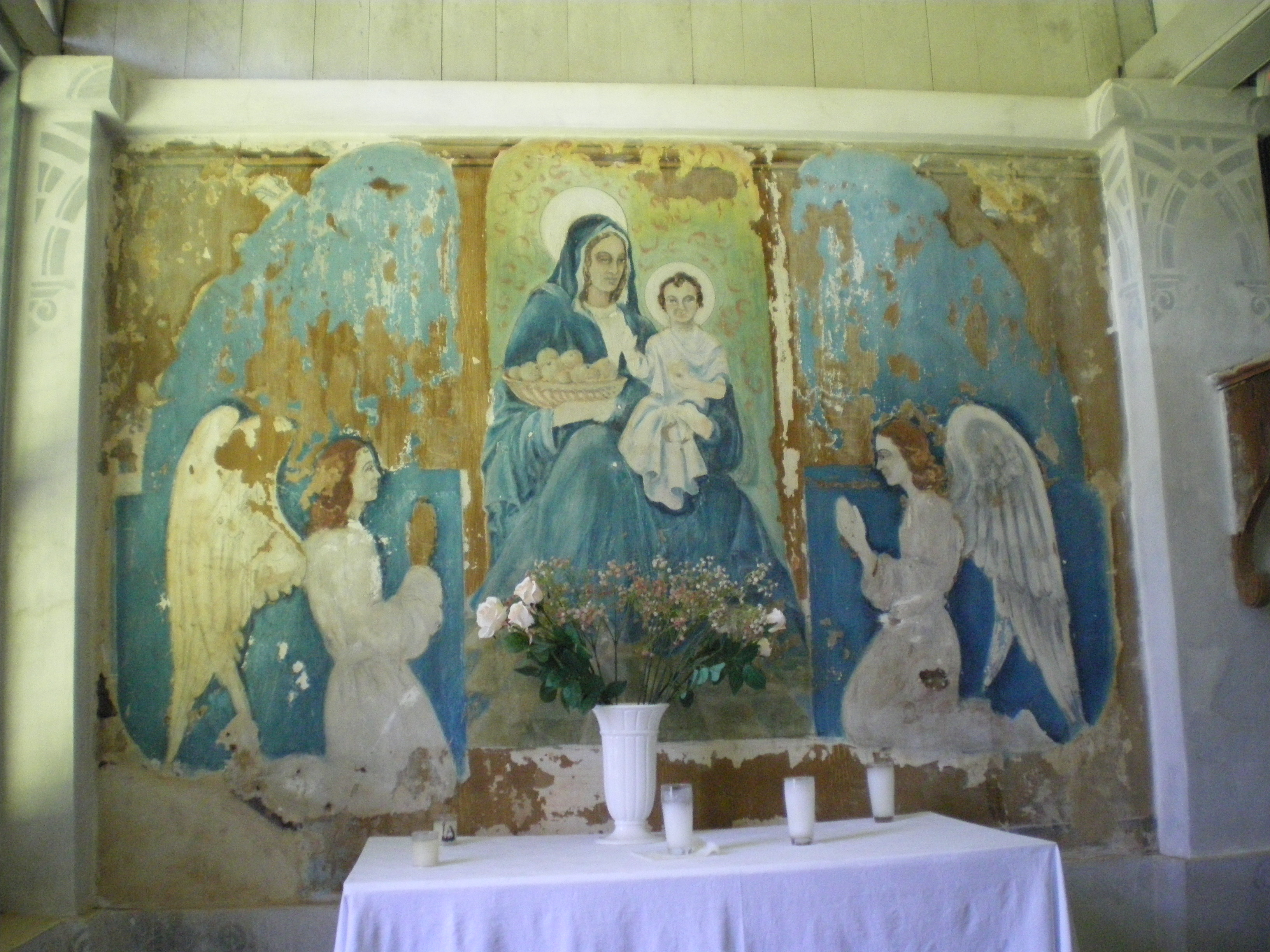
Peinture (2010)
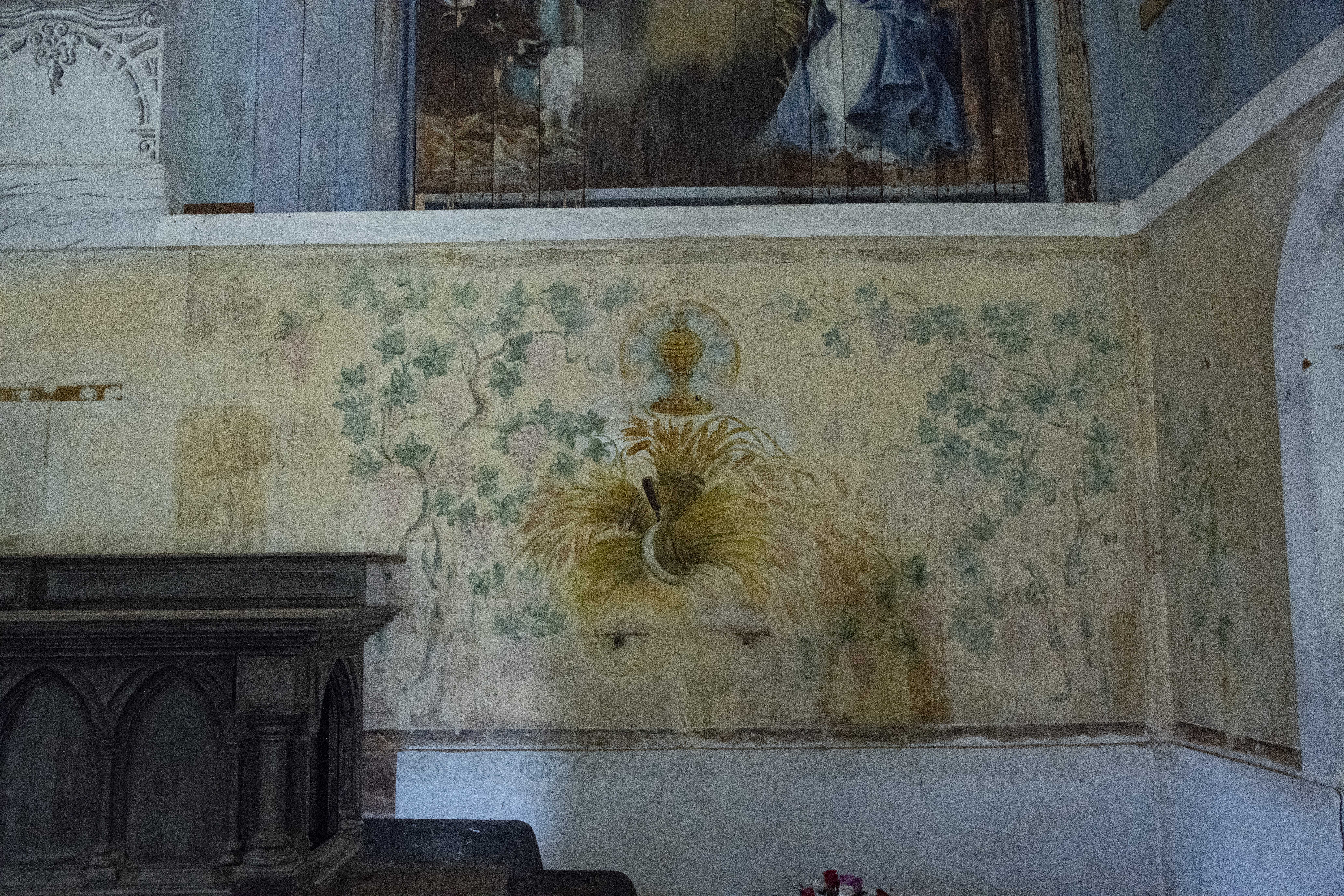
Peinture (2018)

Les peintures se sont ensuite dégradées, attaquées par le climat équatorial, les termites et la végétation. En 1983, les éléments les plus fragiles sont déposés et mis en caisse puis restaurés et reposés environ vingt ans plus tard. Lors de la restauration, les peintures sont seulement consolidées, sans apport iconographique pour restituer les parties abîmées.